# Peperomia sulcata
Peperomia sulcata är en pepparväxtart som beskrevs av C. Dc.. Peperomia sulcata ingår i släktet peperomior, och familjen pepparväxter. Inga underarter finns listade i Catalogue of Life.